# Emmelina argoteles
Emmelina argoteles là một loài bướm đêm thuộc họ Pterophoridae. Nó được tìm thấy ở miền nam và miền trung châu Âu, qua Nga tới Ấn Độ, Trung Quốc, Hàn Quốc và Nhật Bản. Nó được khám phá ở Đảo Anh năm 2005.
Sải cánh dài khoảng 17 mm.
Ấu trùng ăn các loài Calystegia sepium, Calystegia sodanella, Calystegia japonica, Convolvulus và Ipomoea batatas.